# Schellebelle
Schellebelle is een dorp en een deelgemeente van Wichelen op de oevers van de Schelde in de Belgische provincie Oost-Vlaanderen, het was een zelfstandige gemeente tot de gemeentelijke herindeling van 1977.

## Geschiedenis

### Ontstaan en etymologie
Schellebelle is gegroeid uit een bewoningskern aan de Schelde, die zeker al in de middeleeuwen bestond: onder de naam "Belle" en "Bella" wordt het al in 1155 vermeld.
Maar het dorp is misschien al in de Gallo-Romeinse periode of zelfs vroeger ontstaan . Opgravingen uit 2020 op het voetbalveld van Schellebelle toonden aan dat er reeds een grafheuvel en dus bewoning was in 1000 voor onze tijdrekening.. Aan de overzijde van de Schelde, in het noordoostelijke deel van Schellebelle, vonden archeologen sporen van Gallo-Romeinse bewoning.
Een volksetymologische fantasierijke verklaring veronderstelt dat de dorpsnaam afkomstig is van de schel-klinkende bel waarmee men de veerboot kon roepen, terwijl een soortgelijke uitleg luidt dat Franstalige schippers de bocht in de Schelde quelle belle noemden. Beide 'verklaringen' missen elke historische grond. De oorsprong van de plaatsnaam moet elders gezocht worden: 'Schelle' is een verwijzing naar de Schelde (Scala in het Keltisch en als Scaldis vermeld bij Julius Caesar en Plinius in de 1e eeuw voor onze tijdrekening; zie ook het dorpje Schelle, in 837 gesticht aan de Schelde), terwijl 'belle' afkomstig is van het Latijnse ba(cu)liolum, wat 'palissade/omheining' betekent. Volgens die verklaring is 'Schellebelle' dus een 'omheinde versterking aan de Schelde'. Deze aannemelijke verklaring lijkt te bevestigen dat Schellebelle al in de Gallo-Romeinse periode bestond.

### Middeleeuwen
De weg die van west naar oost door het dorp loopt, gaat terug op de vroegere heerweg tussen Wetteren en Dendermonde. De weg verdeelt het dorpsplein, een trapezoïde ruimte met gras en bomen (vroeger notelaars, tegenwoordig platanen), in twee driehoeken. Het dorpsplein heeft het karakter van een Frankische dries. Schellebelle is een van de weinige dorpen in Oost-Vlaanderen die nog over zo'n driehoekige dorpsplaats beschikken.
Het veer van Schellebelle is een van de oudste overzetten op de Benedenschelde of Zeeschelde. Het veer zou aan het begin van de 13e eeuw ontstaan zijn nadat de Scheldeloop gewijzigd was waardoor de landelijke wijk Aard van Schellebelle werd afgesneden. In 1798 werd het veer eigendom van de staat. Tot de jaren 1950 werd er gebruikgemaakt van een houten pont. Het bleef nog tot in de jaren '60 een kettingpont. De oude veerdam verdween in 1982, bij het ophogen van de dijken.
Ten westen van het dorpsplein lag lange tijd een kasteel. Het werd in 1580 verwoest, later herbouwd door de toenmalige dorpsheren, de familie Bette en in de late 18e eeuw gesloopt.
In de 17e eeuw was de jaarmarkt en paardenmarkt van Schellebelle vermaard, wat doet vermoeden dat die al veel vroeger bestond. Sinds 1609 is er op dinsdag een wekelijkse markt in het dorp. De zogenaamde Potjesmarkt, waar aardewerk als kinderspeelgoed werd verkocht, heeft ook een lange geschiedenis. In 1952 werd het typische miniatuuraardewerk opnieuw in productie gebracht. Sindsdien is de Potjesmarkt de naam voor het jaarlijkse gemeentefeest en de kermis.

### Recente geschiedenis
Op 30 mei 1979 was er een enorme gasexplosie in het station van Schellebelle. Aan de zijsporen stonden enkele goederenwagons opgesteld. Een daarvan was met gas gevuld en lekte. Een vertrekkende trein richting Gent deed de wagon exploderen. 
In 2005 werd 'Schellebelle' in een internetverkiezing verkozen tot mooiste dorpsnaam van Vlaanderen. Eerder datzelfde jaar was Doodstil verkozen tot mooiste dorpsnaam van Nederland.
Schellebelle kwam in 2010 en 2011 in het nieuws door de opname aldaar van de film Schellebelle 1919, een plaatselijk initiatief dat nationale uitstraling kreeg.
Op 4 mei 2013 is een goederentrein met chemische stoffen het station van Schellebelle gepasseerd en even verder, op het grondgebied van Wetteren, gekanteld. Zes wagons waren ontspoord, twee gekanteld en drie stonden nog in brand. De wagons bevatten de giftige stof acrylonitril. Zie trein- en giframp bij Wetteren.

### Lijst van burgemeesters
- (1838) Matthys[10]

## Geografie

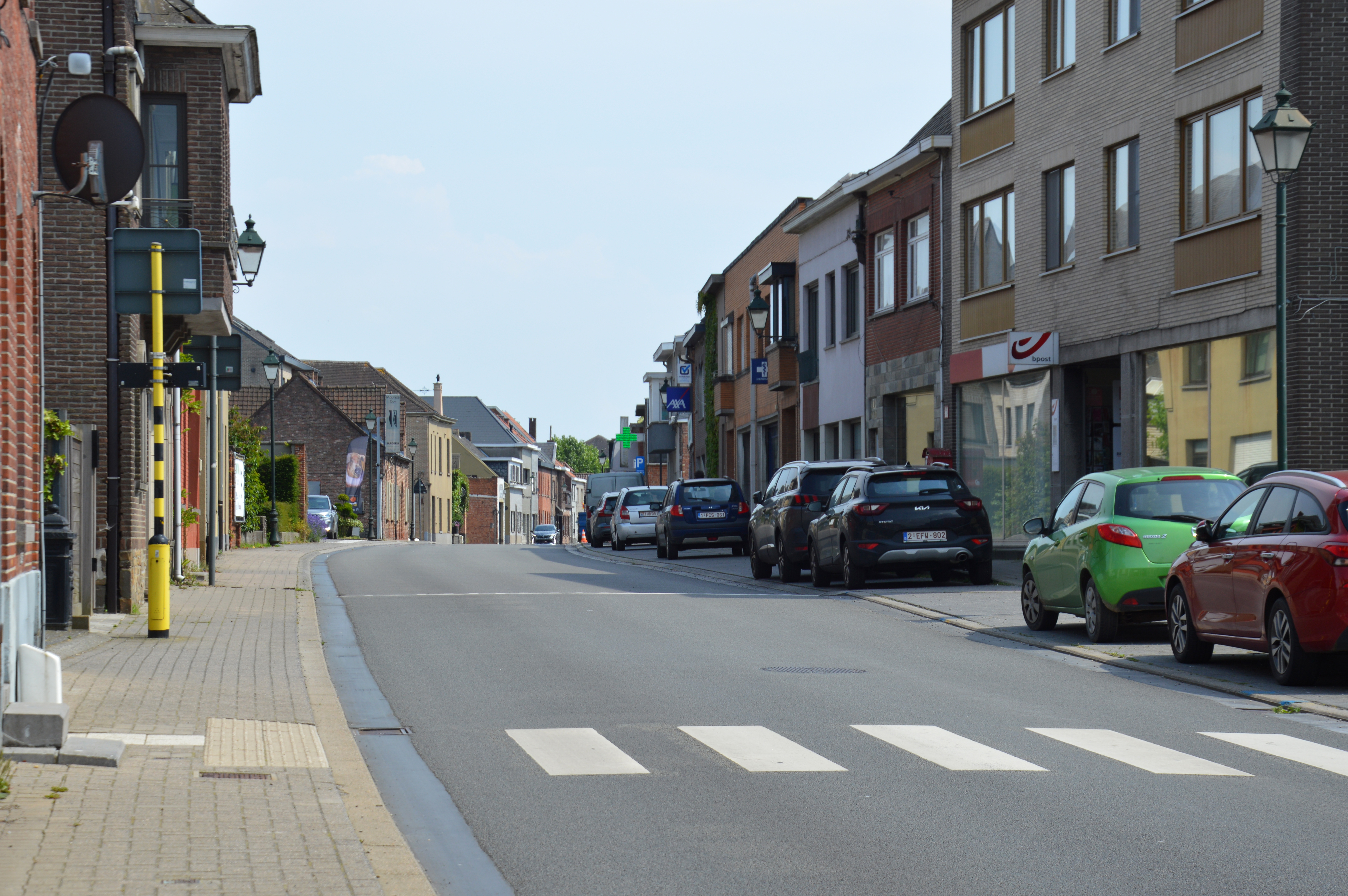
Hoogstraat

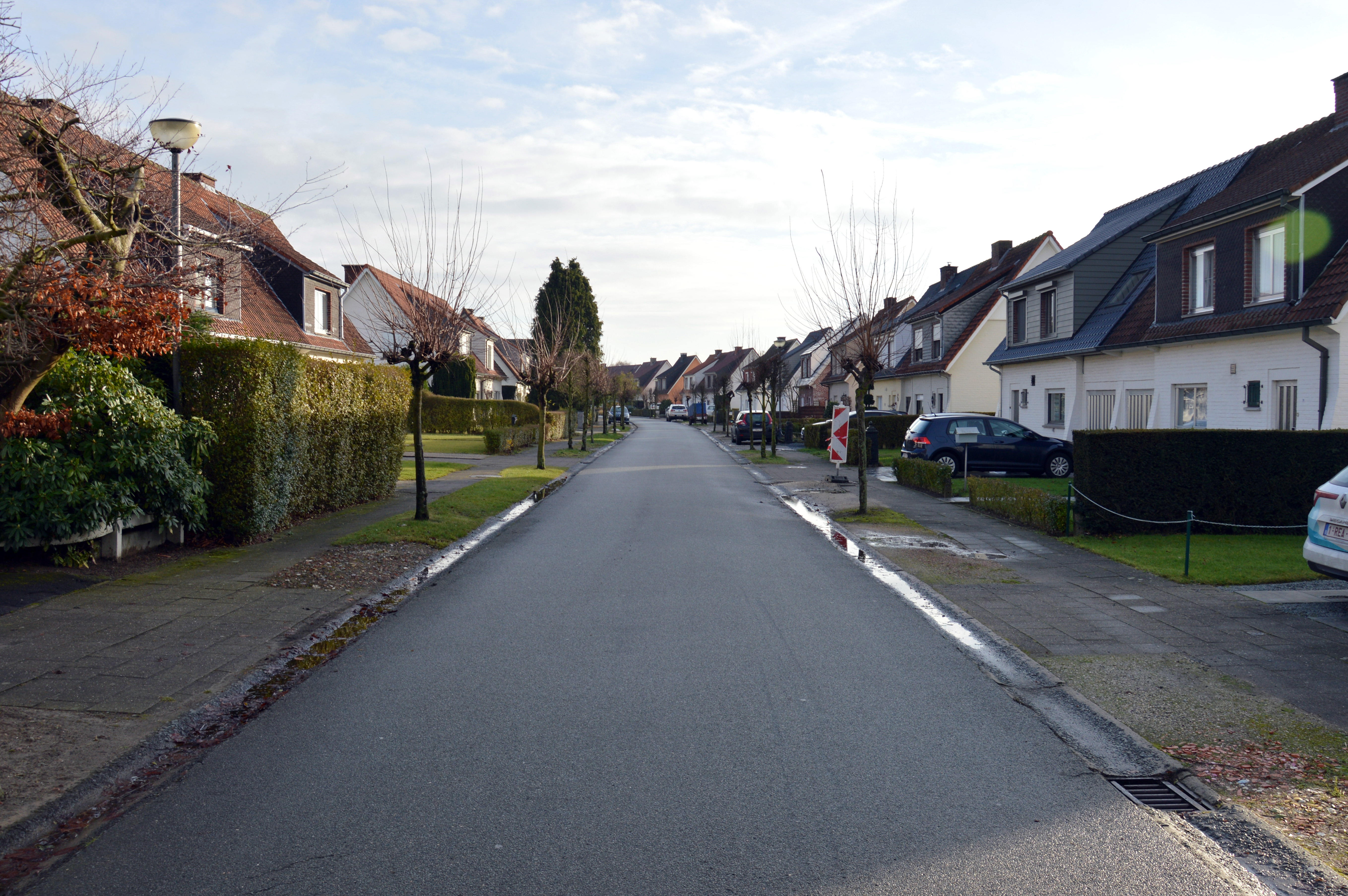
Bellekouter

De deelgemeente is 7,51 km² groot en maakt het noordwestelijke deel uit van de fusiegemeente Wichelen. Het gehucht Bruinbeke, centraal gelegen in de gemeente, hoort historisch bij Schellebelle.
Het dorpsplein en de Hoogstraat vormen de historische kern, zoals te zien is op de Ferrariskaarten. Sinds de 18e eeuw is het dorp vooral zuidwaarts uitgebreid, weg van de Schelde. Naast het dorp en de Hoogstraat zijn de Wettersestraat, de Hekkergemstraat en het noordelijk deel van de Stationsstraat dicht bebouwd. Ten zuiden van de Hekkergemstraat ligt de grote woonwijk Bellekouter met voornamelijk open en halfopen bebouwing. Straten buiten de kern worden gekenmerkt door meer verspreide lintbebouwing. Het omliggende landbouwareaal is vooral in gebruik door planten- en boomkwekerijen. In het zuiden, tegen de grens met Serskamp, ligt een bosgordel rond de middeleeuwse kasteelhoeve Eetgoed. In het noorden, op de rechteroever van de Schelde, staan een 20-tal woningen aan de straat Aard. Het land wordt er gebruikt als hooi- en weiland. Het gebied Wijmeers 2 is ontpolderd. Het Veer van Schellebelle verbindt die huizen met de rest van Schellebelle.
Schellebelle-dorp wordt omgeven door het centrum van Wetteren (3 km in vogelvlucht) in het westen, Kalken (2,8 km) in het noorden, Uitbergen (2 km) en Wichelen (3 km) in het oosten, het gehucht Bruinbeke (2,5 km) in het zuidoosten en Serskamp (2,6 km) in het zuiden.

## Demografische ontwikkeling
- Bronnen:NIS, Opm:1831 tot en met 1970=volkstellingen; 1976 = inwoneraantal op 31 december

## Bezienswaardigheden
- De Sint-Jan Onthoofdingkerk met brandglasramen en calvarie.
- Het herdenkingsmonument voor de slachtoffers van de Wereldoorlogen, op het dorpsplein; deze creatie van de Franse firma Édouard Rombaux-Roland is een beschermd monument.
- Het Kot, een klein gebouwtje op het dorpsplein, was aanvankelijk een roephuisje, later een kleine gevangenisruimte.
- De Van Hauwermeirenmolen, een watermolen in het gehucht Bruinbeke.
- De Rosmolen
- Het Eedgoed, een oude omwalde hoeve in een bosrijk gebied aan de grens met Serskamp.
- De witte Sint-Antonius van Paduakapel in de Stationsstraat, gebouwd in 1901.[11]
- De Sint-Jozefkapel in Bruinbeke dateert uit 1878.
- Het gemeentehuis werd gebouwd in 1897. In 1931 werd het verbouwd in de Vlaamse neorenaissancestijl. Later deed het dienst als lokale politiepost voor de Politiezone Wetteren - Laarne - Wichelen. De Wichelse hoofdbibliotheek is erin ondergebracht. Voor 1897 deden de herbergen 't Veerhuis en De Inghel dienst als gemeentehuis. De Inghel (nu Crelan) stond links van het huidige gemeentehuis, ooit vergaderde de vierschaar er. Rechts stond de herberg De Roos.

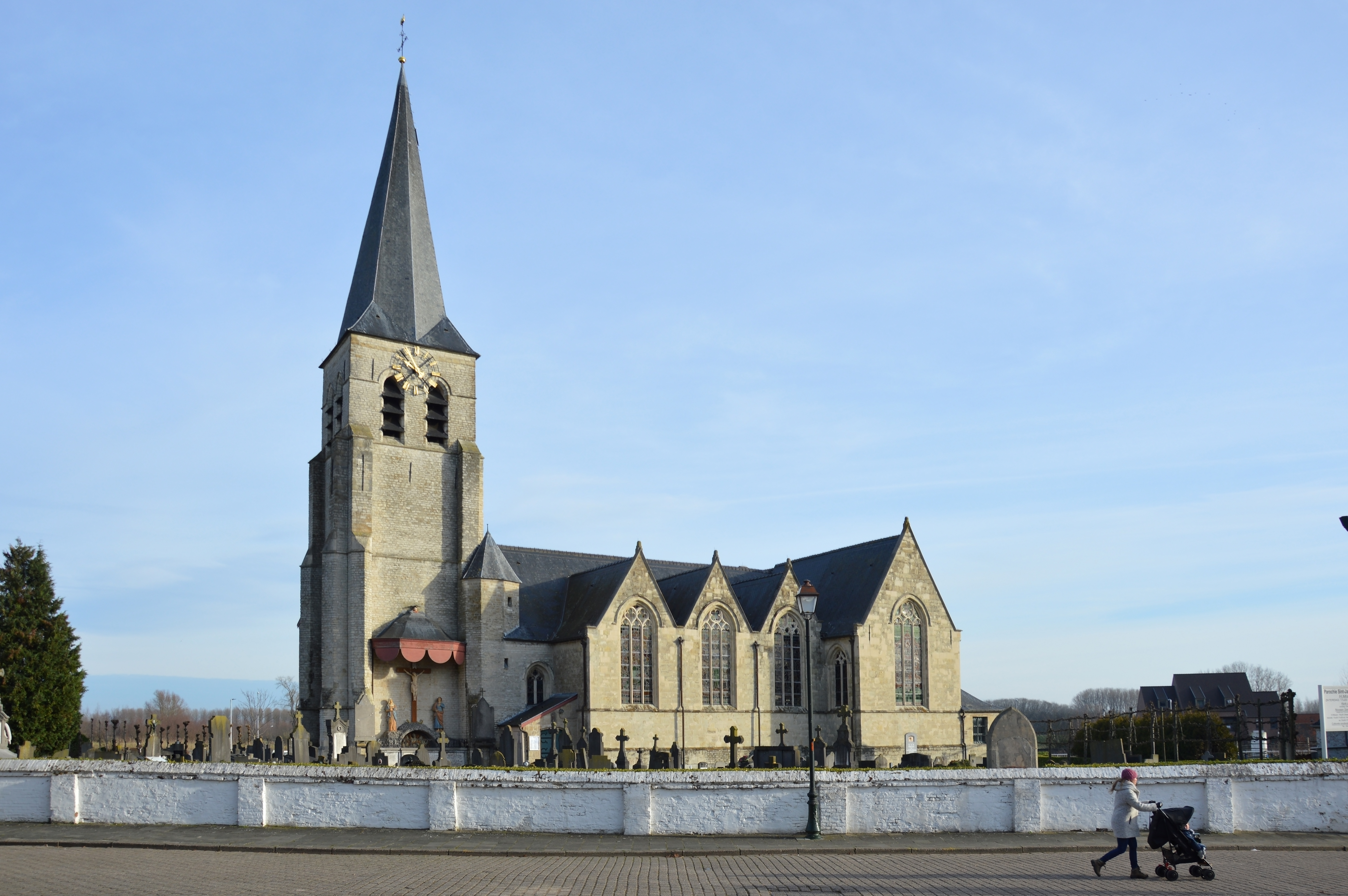
Sint-Jan Onthoofdingkerk
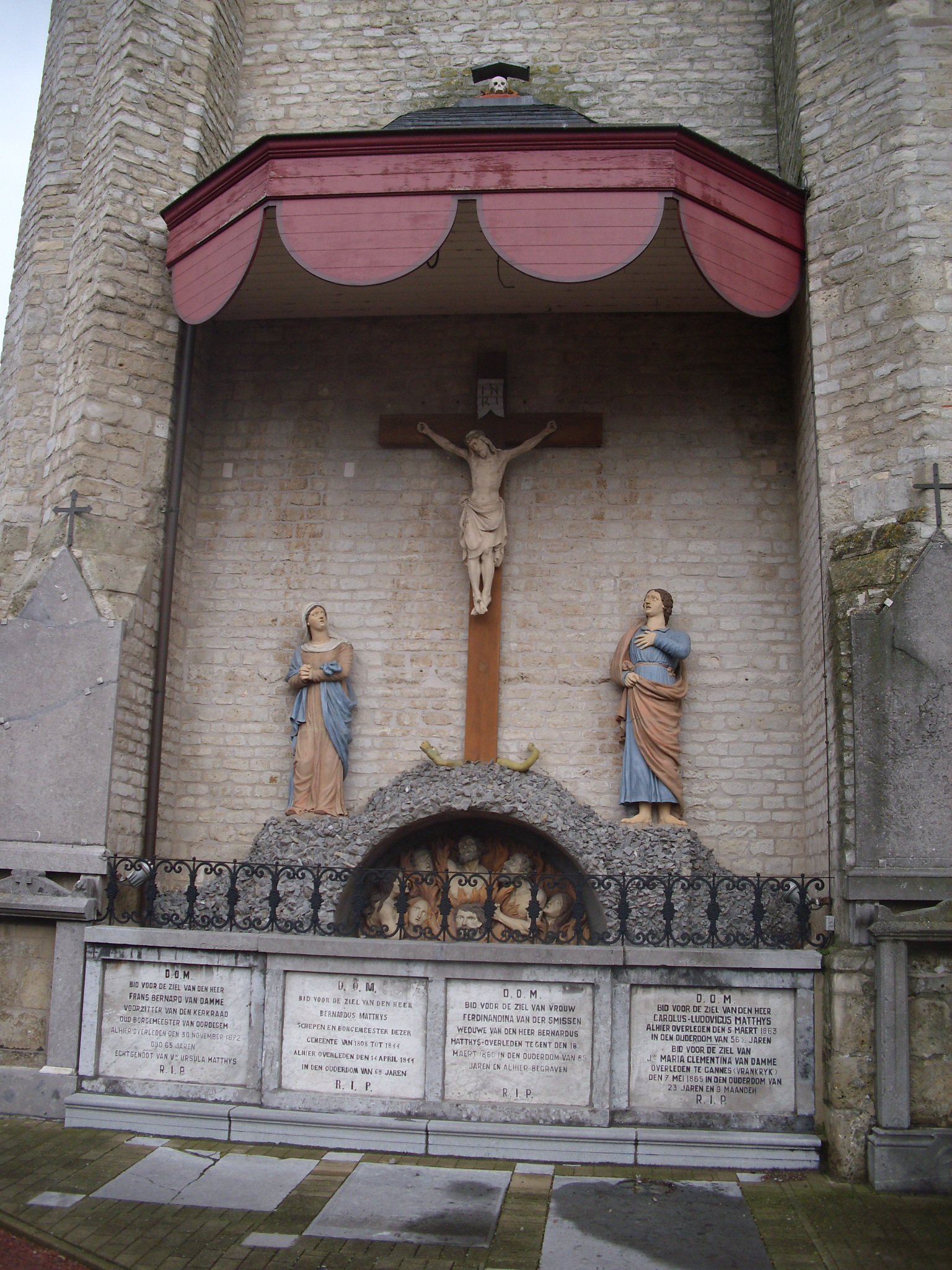
Calvarie aan de kerk van Schellebelle
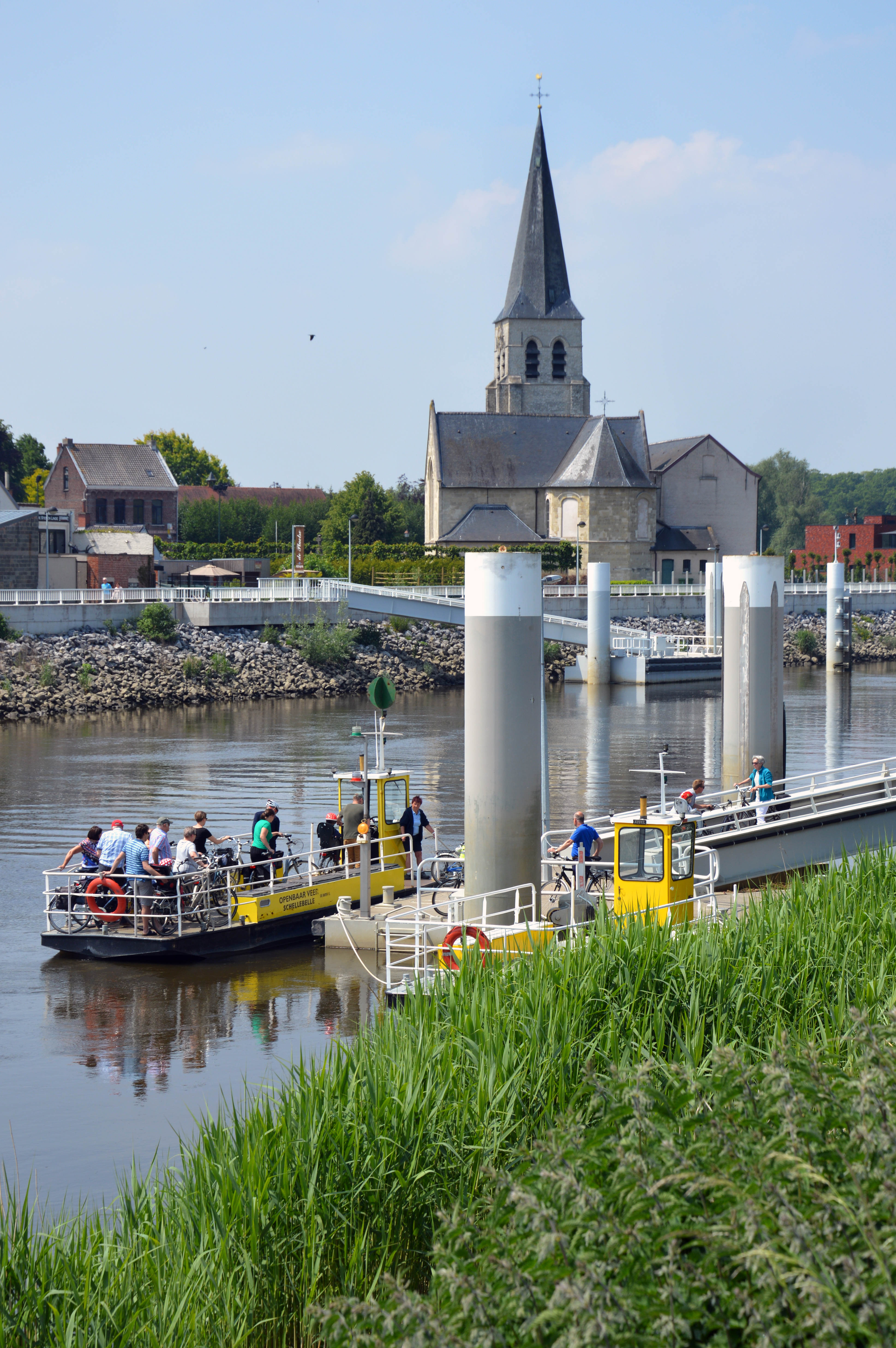
De Schelde met veerboot
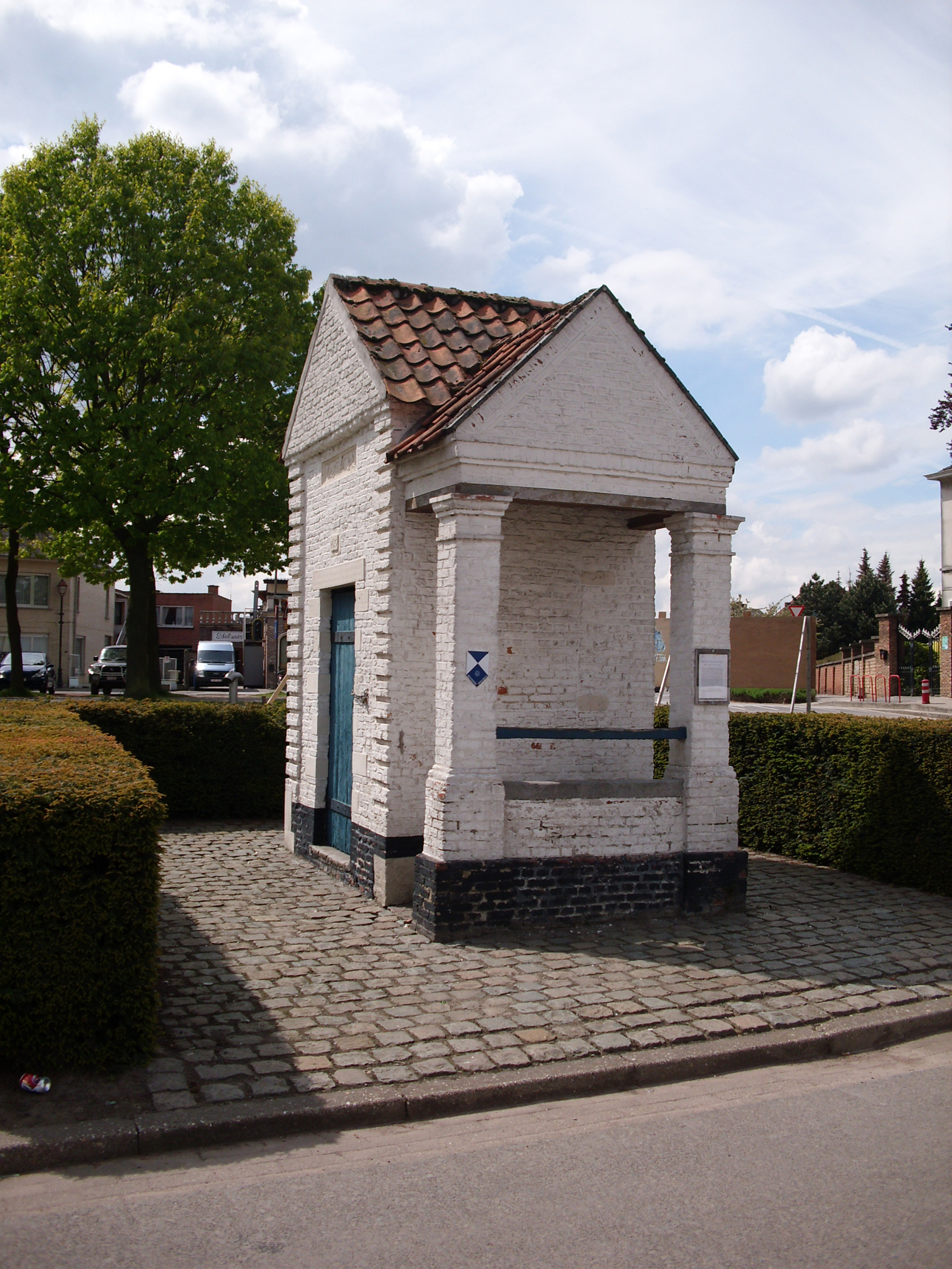
Vroeger roephuisje en "gevangenis" voor één persoon - centrum van Schellebelle
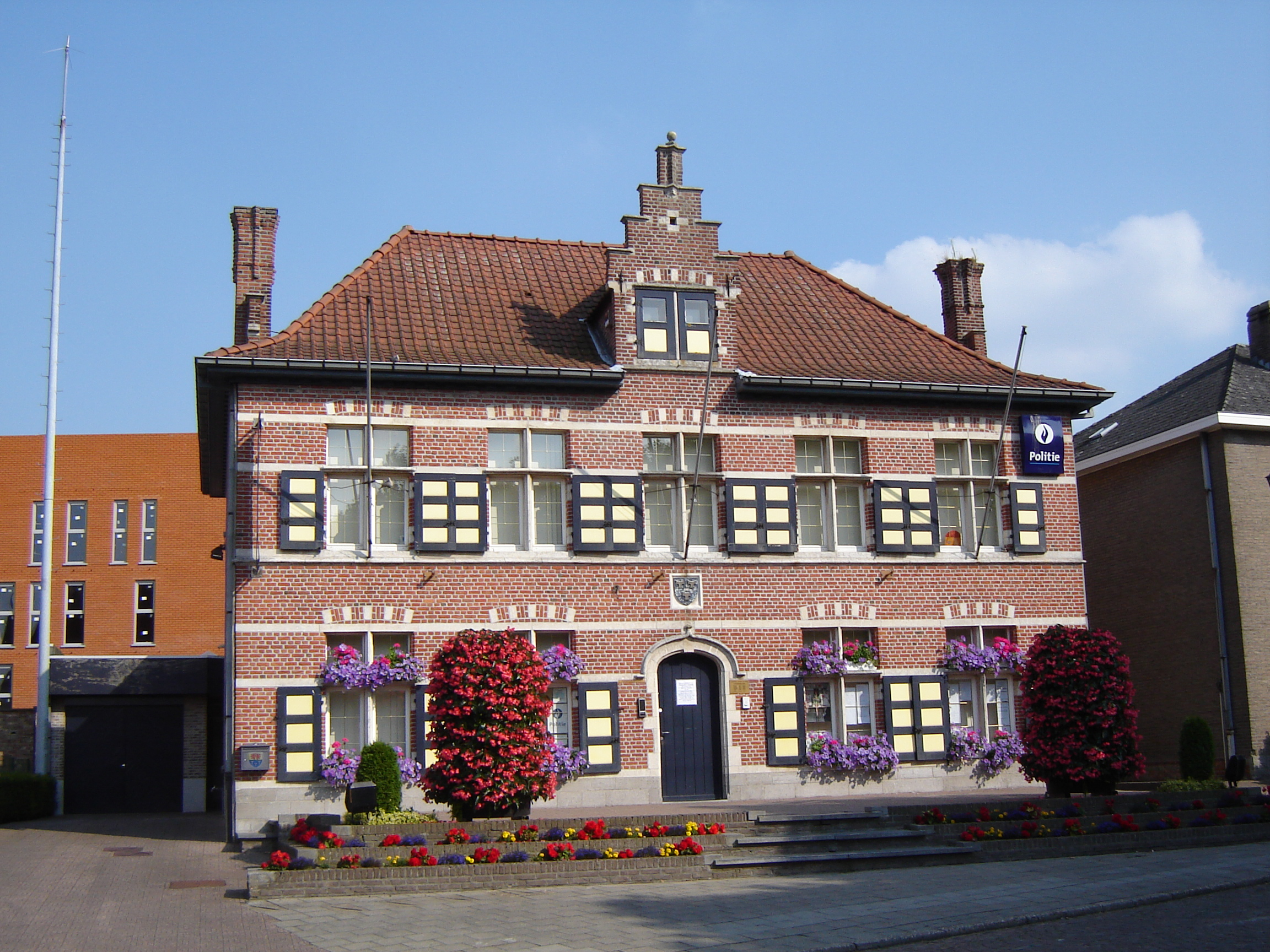
Oud gemeentehuis
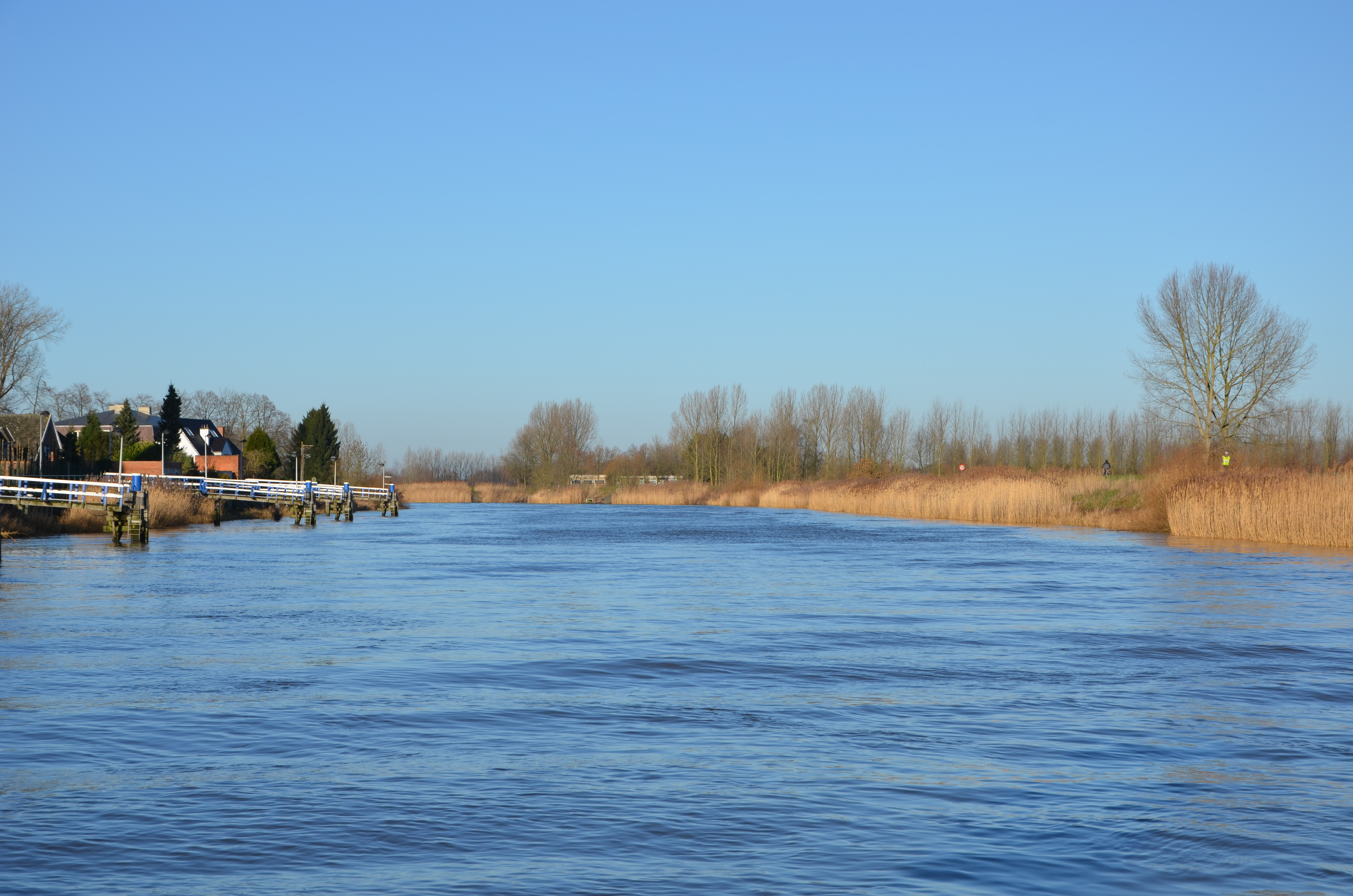
De Schelde in Schellebelle

## Natuur en landschap

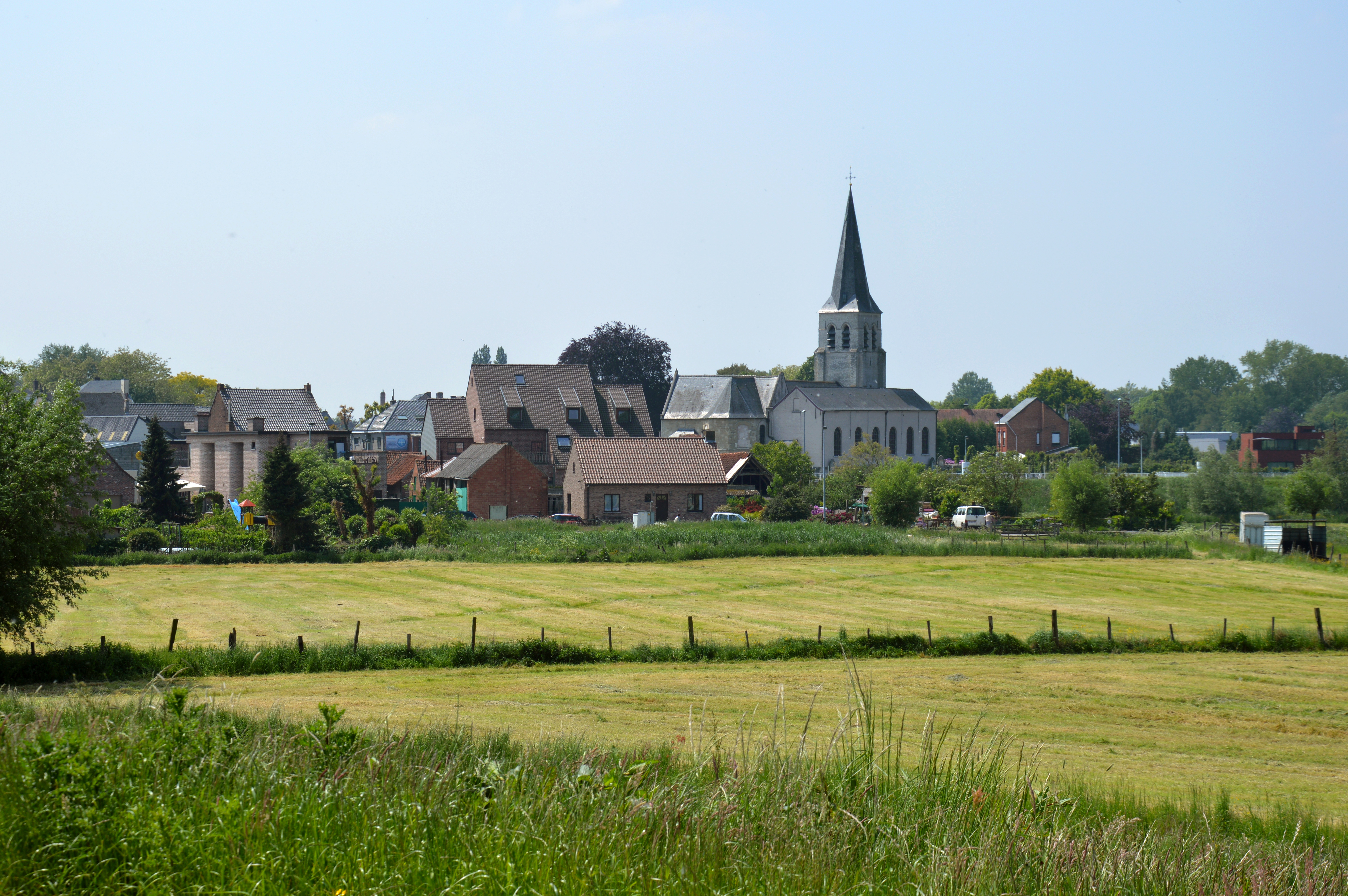
Zicht op Schellebelle vanaf de meersen in de wijk Den Aard op de linkeroever van de Schelde.

Schellebelle ligt in het Scheldeland in Zandig Vlaanderen, met voornamelijk zandleembodems in het zuiden, droge zandbodems in het westen en kleibodems in de riviervallei op linkeroever. De dorpskern ligt op de rechteroever van de Schelde op 9 à 10 meter boven het zeeniveau, zo'n 5 meter hoger dan de linkeroever. Door Schellebelle loopt de Molenbeek, die in de stroom uitmondt. Aan de overkant van de Schelde liggen het natuurgebied Kalkense Meersen en het landbouwgehucht Den Aard.

## Vervoer

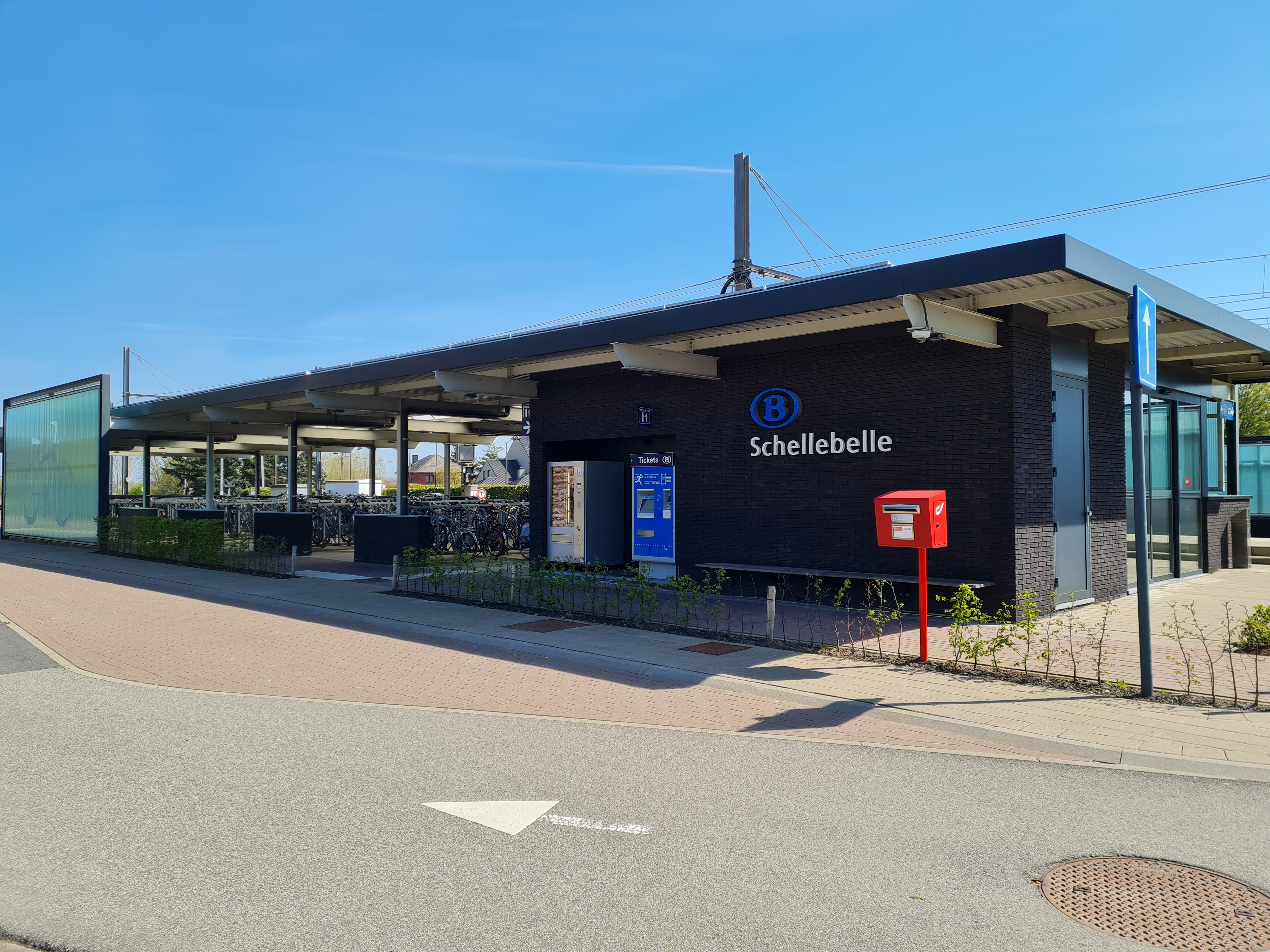
Station Schellebelle

De gewestweg N416 doorkruist het dorp van oost naar west en verbindt het met Wetteren in het westen en Wichelen in het oosten. De Stationsstraat is de belangrijkste verbindingsweg richting Serskamp, terwijl de Bruinbekestraat/Wanzelestraat naar Bruinbeke leidt. Er is geen brug over de Schelde, maar het gratis veer van Schellebelle zet voetgangers en fietsers over naar Den Aard.
Het NMBS-station Schellebelle ligt aan de zuidrand van het dorp. Het ligt op de spoorlijnen Gent-Dendermonde en Gent-Aalst (spoorlijnen 50 en 53). Het nieuwe station werd in april 2016 voor het eerst in gebruik genomen, de NMBS heeft er maar liefst 1,2 miljoen euro in geïnvesteerd.
De Lijn verzorgt met de streeklijnen 27 en 28 busvervoer langs de N416 naar Gent en Dendermonde.
In 2016 is er tussen Wetteren en Schellebelle een drie kilometer lang pittoresk jaagpad voor fietsers en voetgangers aangelegd langs de Schelde. In 2020 werd de laatste hand gelegd aan een verbinding langsheen de spoorweg tussen de fietssnelwegen F2 en F44. Ook zo kunnen fietsers en voetgangers dus vlot Schellebelle bereiken.

## Economie
Tot zowat 1900 was Schellebelle een doorsnee boerendorp. Daarna werden er talrijke boom- en rozenkwekerijen opgericht, evenals 37  schoenfabrieken  en lingeriebedrijven.
De in Schellebelle geboren ondernemer en uitvinder Alexander De Waele (1840-1916) had in 1895 in Aalst een succesrijke fabriek van espadrilles opgestart. Een jaar later liet hij een gelijkaardige fabriek bouwen in Schellebelle. Een aantal van zijn werknemers daar zouden vanaf 1920 een eigen schoenfabriekje beginnen in Schellebelle. Geen ervan bleek echter na 1970 opgewassen tegen de groeiende concurrentie van vooral Italiaanse schoenbedrijven.
De Schellebelse constructiebedrijfjes Gebroeders Smetryns en Jozef Bontinck die vooral machines bouwden voor de schoenindustrie, hebben de ondergang van de schoenenindustrie niet overleefd.

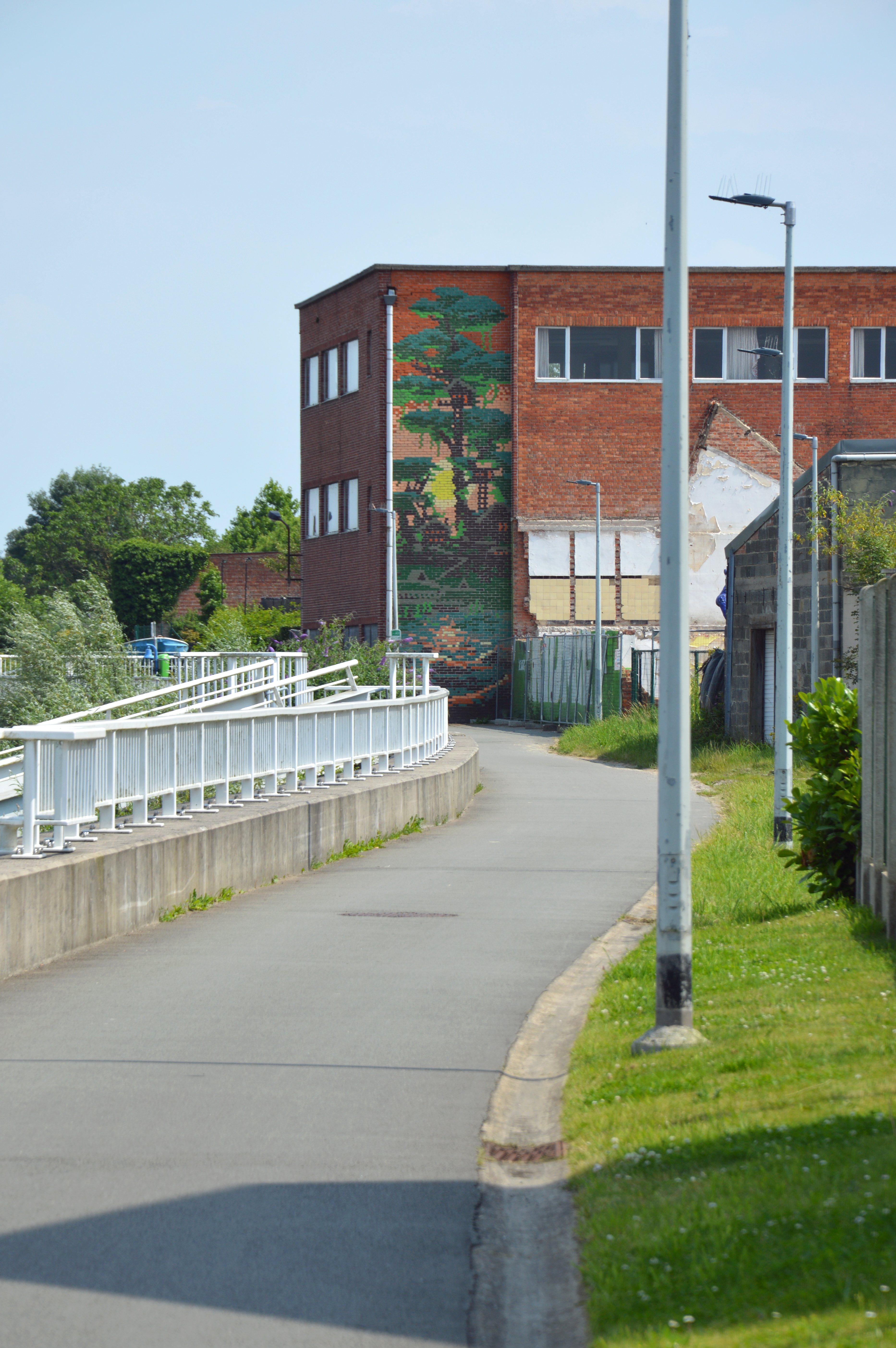
Zicht op de verlaten lingeriefabriek Velba aan het veer van Schellebelle, in 2024.

Raymond De Waele, een familielid van Alexander, richtte in 1895 de korsetfabriek DéWé op die aan de basis lag van befaamde korset- en lingeriefabrieken in Schellebelle. In 1946 werd de DéWé-fabriek herbouwd en gemoderniseerd, maar in 1998 moesten de boeken neergelegd worden, net als bij Velba en andere collega-bedrijven in het dorp. Alleen het lingeriebedrijf Van de Velde, in 1919 door Achiel Van de Velde en zijn vrouw Margriet opgericht als spin-off van DéWé, kon zich handhaven en internationaal uitbreiden dankzij zijn (sinds 1981) luxelingerie ('Marie Jo', 'Prima Donna').
Een opvallend industriegebouw op de grens van Schellebelle en Wetteren is de kartonfabriek P. Van de Velde, die in 1939 werd opgericht door Pieter Van de Velde en uitgroeide tot een internationale bedrijvengroep in de verpakkingsindustrie.
De boom- en rozenkwekerijen van Schellebelle spelen nog steeds een belangrijke rol.
Door haar ligging aan het natuurgebied Kalkense Meersen, een bekend wandel- en fietsgebied, is Schellebelle een kleine toeristische trekpleister.
De wekelijkse markt in Schellebelle gaat door op zondag op het dorp.

## Sport
- In Schellebelle was voetbalclub SOS Schellebelle aangesloten bij de Belgische Voetbalbond. In 2008 ging die club op in KVV Schelde Serskamp-Schellebelle.
- Tevens komt in Schellebelle de gemeentelijke sporthal van Wichelen. Deze sporthal is een belangrijk thema geweest tijdens de gemeenteraadsverkiezingen van 14 oktober 2018. De sportinfrastructuur zal gebruikt worden door atletiekvereniging Eerlijk Streven en ook de Wichelse voetbalploegen KVV Schelde Serskamp-Schellebelle en SK Wichelen.
- Daarnaast telt Schellebelle 2 petanqueterreinen.
- Jaarlijks organiseert het Wielercomité De Wielkeszuigers een wedstrijd in het provinciaal kampioenschap van Oost-Vlaanderen. In 2020 namen ze het initiatief tot het organiseren van de vrouwen elite koers GP Euromat.

## Bekende inwoners
- Rosalia Matthys (1884-1918), verzetsstrijdster tijdens de Eerste Wereldoorlog, koerierster, geëlektrocuteerd aan de grensdraad in Moerkerke.
- Achiel Smetryns (1895-1969), pater benedictijn ('Dom Hubertus'), missionaris in Zuid-Afrika (1930-1938) en de Bahama's, architect van onder meer de kathedraal van Pietersberg (Zuid-Afrika), auteur.
- Margaretha Crombeen (1901-1945), verzetsstrijdster, lid van het Belgisch Partizanenleger, koerierster, overleden in KZ Ravensbrück.
- Albert Temmerman (1915-1944), verzetsstrijder, lid van het Belgisch Partizanenleger, geëxecuteerd door de Gestapo in Gent.
- Frans Bontinck (1920-2005), pater scheutist, missionaris in Congo, historicus, professor aan de Universiteit Lovanium (Kinshasa, Congo), auteur. Over hem verscheen het boek De langzame haast van Pater Bontinck. Een historicus op missie in het hart van Afrika [14]
- Oreel Van den Abeele (1922-1944), student koloniale wetenschappen, lid van het Belgisch Partizanenleger, op 7 september neergeschoten aan de Scheldebrug in Wetteren.
- Willy Segers (1935-2025), beeldend kunstenaar.
- Marcel De Grauwe (1939-2016), kunstschilder, lesgever, erevoorzitter van de Koninklijke Vereniging van de Beroepskunstenaars van België, auteur van Schellebelle. Getekend verleden.
- Achiel Janssens (1943), dichter, auteur.
- Roger Parmentier (1943-2008), doctor in de ontwikkelings- en klinische psychologie, professor aan de UGent.
- Willy Van Doorselaer (1943), leraar, dichter, auteur van o.m. jeugdboeken.

## Trivia
- De bijnaam van de inwoners is maantjes.[15]

## Nabijgelegen kernen
Uitbergen (veer), Wetteren, Serskamp, Wichelen, Bruinbeke